# 菊王丸
菊王丸（きくおうまる）は、『平家物語』に登場する平教経の童。
始め平通盛に仕えていたが、通盛の死後に弟である平教経に仕えた。屋島の戦い（元暦2年/寿永4年 （1185年）で佐藤忠信に腹巻を射抜かれ死亡したと伝わる。享年18（20という説もある）。死亡時には萌黄縅の腹巻、三枚甲、白柄の長刀を身に着けていたとされる。高松市屋島東町にある高松市立屋島東小学校北隣に菊王丸のものと伝わる墓が残されている。
菊王丸は以下の人物の幼名ともなっている。
- 北条氏尭（ほうじょう うじたか、大永2年（1522年） - 没年未詳4月8日）
- 太田氏房（おおた うじふさ、永禄8年（1565年） - 文禄元年4月28日（1592年6月7日））

## 画像集

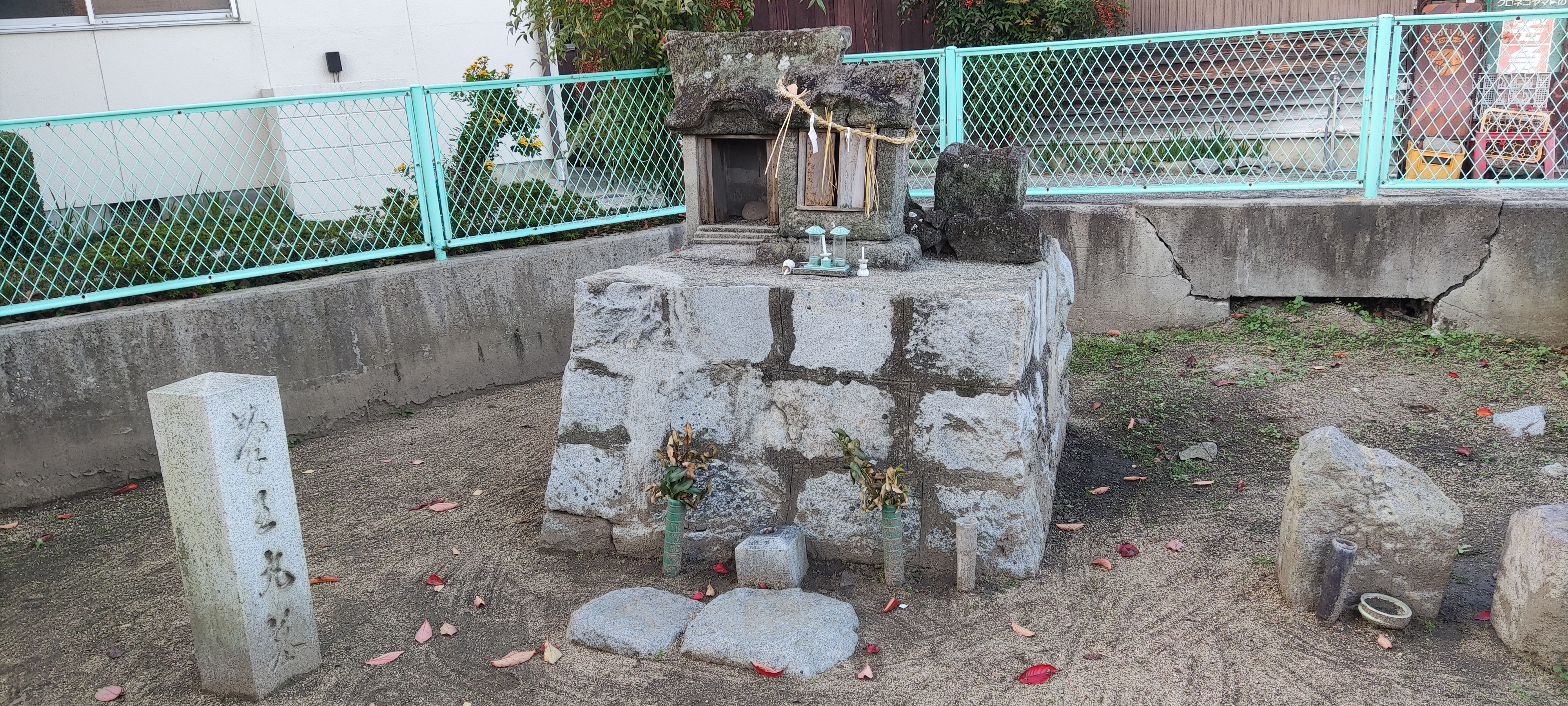
菊王丸の墓（屋島）（香川県高松市屋島屋島東町1095‐308）
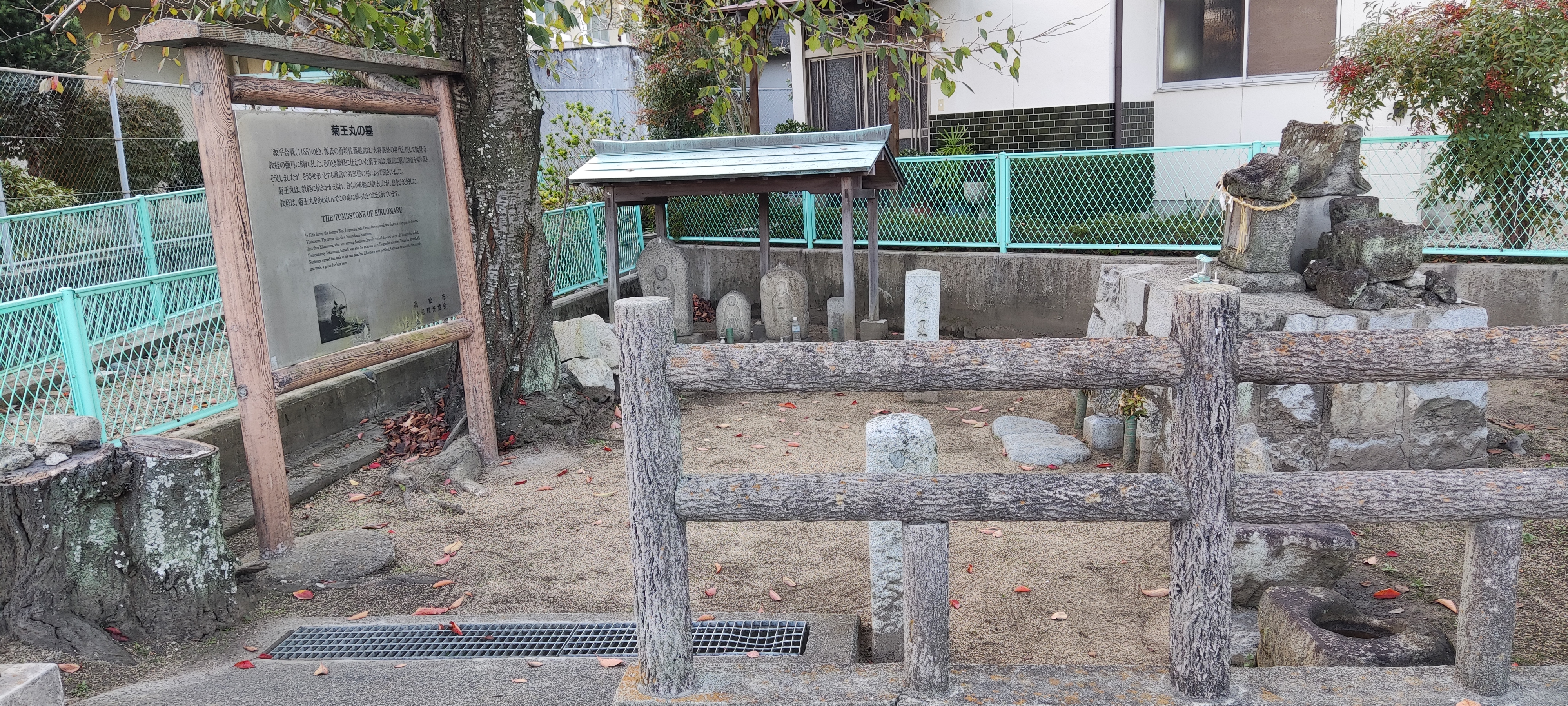
菊王丸の墓（屋島）＋説明板（安徳天皇社を下り大通り右折右側）